# Nättraby
Nättraby er en by i Karlskrona kommune i Blekinge län, Sverige. Den har 3.338 (2023) indbyggere.
Den daværende Nättraby kommune, der lå i Medelsted Herred, blev i 1974 indlemmet i Karlskrona kommune.
Ved byen ligger Skärva herregård, som siden 1998 har været på UNESCOs Verdensarvsliste, sammen med Flådehavnen Karlskrona.